# Кавалеристы (фильм)
«Кавалеристы» (англ. The Horse Soldiers) — военная драма режиссёра Джона Форда, вышедшая на экраны в 1959 году. Лента основана на романе Гарольда Синклера, в главной роли снялся Джон Уэйн. Картина номинировалась на премию Гильдии режиссёров США за лучшую режиссуру художественного фильма.

## Сюжет
Война Севера и Юга в самом разгаре. Имея меньшие человеческие и материальные ресурсы, конфедераты умудряются оставаться в сильном положении. Чтобы ослабить их позиции, в тыл южан отправляют три кавалерийских полка под командованием полковника Джона Марлоу. Отвлекать на себя регулярные войска противника, разрушать коммуникации и важные объекты, сеять панику.
В этом сложном, насыщенном событиями походе случилось то, что не могло случиться ни при каких иных обстоятельствах: полковник северян полюбил южанку Ханну Хантер, и она ответила взаимностью.
Хотя начало их знакомства не предвещало ничего такого, поскольку неприятие Ханной всего, что связано с янки, вылилось в пленение девушки и её чернокожей служанки. Бо́льшую часть совместного пути мисс Хантер выражала недовольство всем, что совершали кавалеристы и их отчаянный командир: воевали, уничтожали, разбирали. Но в какой-то момент она увидела настоящего Марлоу — великодушного, но сильного духом, отчаянно смелого, но не теряющего головы.
В одном местечке против превосходной кавалерии северян выставили последнее, что у южан здесь осталось — 13—15-летних пацанов. И мальчишки пошли, как казалось, в последнюю в своей жизни атаку. Но полковник, понимая, что против его вояк у маленьких солдат нет ни единого шанса уцелеть, приказал отступить. Возможно, именно этот рыцарский поступок стал той каплей чувства, которая окончательно пленила сердце девушки.

## В ролях
- Джон Уэйн — полковник Джон Марлоу[1]
- Уильям Холден — майор Генри Кендалл
- Констанс Тауэрс — мисс Ханна Хантер
- Джадсон Прэтт — старший сержант Кирби
- Хут Гибсон — сержант Браун
- Кен Кёртис — капрал Уилки
- Уиллис Бучи — полковник Фил Секорд
- Бинг Рассел — Данкер
- О. З. Уайтхед — Отис «Хоппи» Хопкинс
- Хэнк Уорден — дьякон Кламп
- Строзер Мартин — Вирджил
- Бэзил Руисдейл — священник (Военная академия)
- Анна Ли — миссис Буфорд
- Алтея Гибсон — Люки
- Денвер Пайл — Джеки Джо

В титрах не указаны
- Гертруда Астор — горожанка
- Хелен Гибсон — горожанка
- Стэн Джонс — Улисс С. Грант